# Charles Anderson-Pelham, 2. Earl of Yarborough
Charles Anderson Worsley Anderson-Pelham, 2. Earl of Yarborough (* 12. April 1809; † 7. Januar 1862) war ein britischer Peer und Politiker.

## Leben und Karriere
Er war der ältere Sohn des Charles Anderson-Pelham, 1. Earl of Yarborough, aus dessen Ehe mit Henrietta Simpson. Als Heir apparent seines Vaters führte er ab 1837 den Höflichkeitstitel Lord Worsley.
1830 wurde er erstmals ins britische House of Commons gewählt. Er war dort von 1830 bis 1831 Abgeordneter für Newtown auf der Isle of Wight, 1831 bis 1832 für Lincolnshire und 1835 bis 1846 für North Lincolnshire. Beim Tod seines Vaters erbte er dessen Adelstitel als 2. Earl of Yarborough, 3. Baron Yarborough und 2. Baron Worsley. Aufgrund der Adelstitel wurde er Mitglied des House of Lords und schied hierzu aus dem House of Commons aus.
Von 1853 bis 1862 hatte er das Amt des Vice-Admiral von Lincolnshire und 1857 bis 1862 das Amt des Lord Lieutenant von Lincolnshire inne. 1855 verkaufte er sein Anwesen Appuldurcombe House auf der Isle of Wight und beschränkte sich damit auf seine Besitzungen in Lincolnshire. 

## Ehe und Nachkommen
1831 heiratete er Hon. Maria Adelaide Maude, Tochter des Cornwallis Maude, 3. Viscount Hawarden. Mit ihr hatte er eine Tochter und zwei Söhne:
- Lady Sophia Adelaide Theodosia Anderson-Pelham († 1886) ⚭ 1862 Archibald Montgomerie, 14. Earl of Eglinton;
- Charles Anderson Pelham Anderson-Pelham, 3. Earl of Yarborough (1835–1875);
- Hon. Evelyn Cornwallis Anderson-Pelham (1851–1908) ⚭ 1872 Harriet Frances Hutton.

Als er 1862 starb, erbte sein älterer Sohn Charles seine Adelstitel.

## Bridge
Lord Yarborough ist der Namensgeber einer Hand in den Kartenspielen Whist und Bridge. Diese Hand besteht ausschließlich aus Karten, die keine Honneurs beinhalten und nicht höher als neun sind. Die Wahrscheinlichkeit, ein solches Blatt zu bekommen liegt bei {\displaystyle {\frac {\binom {32}{13}}{\binom {52}{13}}}} was {\displaystyle {\frac {347,373,600}{635,013,559,600}}} sind, oder etwa {\displaystyle {\frac {1}{1828}}}.
Der Earl bot jedem 1.000 £, der einen „Yarborough“ erzielt, unter der Bedingung, dass man ihm 1 £ zahlt, wenn dies nicht gelänge.